# Álvaro Reis
Álvaro Borges dos Reis (Paramirim, 31 de julho de 1880 – Salvador, 6 de julho de 1932) foi um poeta, escritor, editor e médico-legista brasileiro.
De entre suas obras destaca-se a publicação da coletânea Musa Francesa, em 1917, que colige noventa e nove poemas simbolistas franceses, os quais traduziu, sendo esta talvez a primeira edição de uma obra do gênero no país.

## Infância e juventude
Álvaro era o filho mais velho do professor Antônio Alexandre Borges dos Reis (literato e historiador, foi sócio-fundador da Academia de Letras da Bahia e do Instituto Histórico e Geográfico da Bahia) e de D. Adelina Neves Borges. Seu pai lecionou em diversas cidades do interior baiano, razão pela qual o nascimento de Álvaro na sertaneja Paramirim: com isto granjeara experiência e fama que o habilitaram a fundar na capital do estado o Colégio Spencer, bastante acreditado.
Além dele, o casal teve mais sete filhos: Eurico, Antônio, Celso, Raul, Anna, Maria Adelina e Maria Alexandrina. Vindo para Salvador ainda criança junto com sua família, todos passaram a morar na chácara da Boa Vista, no bairro de Brotas - onde hoje é o bairro da Boa Vista de Brotas. Desde pequeno, estimulado pelo pai e pela vasta produção literária da litografia da família, ele adquiriu o gosto pela leitura.
| “ | :"Ao meu pai, o modesto historiógrafo Professor Antônio Alexandre Borges dos Reis, em cujos livros aprendi a cultuar os grandes vultos e as gloriosas datas de minha terra". | ” |

Aos 19 anos, matriculou-se na Escola Naval do Rio de Janeiro, onde ficou apenas por um ano.

## Vida médica
De volta a capital, passou a cursar Farmácia e Medicina na Faculdade de Medicina da Bahia, onde doutorou-se respectivamente em 1902 e em 1904, na última defendendo tese sobre a importância da educação física para o desenvolvimento da sociedade brasileira (num dos trechos ele afirma: "É fato incontestável hoje a predominância em tudo dos anglo-saxões sobre os latinos e mais povos, não na boa constituição e fortaleza física, na ótima cultura e desenvolvimento intelectual como também na excelência moral, nas virtudes cívicas, no bom senso prático, na coragem, altivez e impassibilidade relativa com que lutam pela vida.", apontando como causa a falta de preparo físico, sobretudo na Bahia onde as mulheres eram especialmente sedentárias).
Em 1905, começou a trabalhar no Instituto Médico-Legal Nina Rodrigues, onde só saiu na época de sua aposentadoria, 25 anos depois. Álvaro viajava por todo o Estado para realizar autópsias. Fora isso, atendia gratuitamente as pessoas humildes do bairro.
Dentre os estudos que realizou está a catalogação dos tipos de hímens existentes na Bahia, publicado em 1917.

## Vida intelectual
Data de 1901 a sua primeira produção literária, com o lançamento da Nova Revista, onde era diretor. Nessa mesma revista, figuraram alguns nomes que viriam a ser expoentes na literatura, educação e etc, como Artur de Sales, Roberto Correia, Muniz Sodré, entre outros. Uma das poesias de Álvaro, publicadas na Nova Revista, assinada com o pseudônimo de Fabius, rendeu a ele elogios feitos pelo poeta Petion de Vilar (Egas Moniz Barreto de Aragão) e marca o início de uma grande amizade:
"Ao Fabius - apesar de não conhecer o colega que tão modestamente se esconde atrás do pseudônimo de Fabius, tenho a satisfação de abraçá-lo pela formosa poesia Num Baile (Nova Revista, pág. 17), que revela cabal conhecimento da música do decassílabo e do colorido adequado dos epítetos unido ao pitoresco da ideia. - Aceite Fabius, portanto, os meus cordiais e sinceros parabéns pelo seu humoresco, augurando-lhe brilhante sucesso no gênero celebrado por W. Irving, J. P. Richter, Quincey e Heine - Vorwarts! Em nome da poesia - 26 de novembro de 1902".
Na mesma época, Álvaro iniciou seu trabalho de tradução de poesias, especialmente as francesas. Logo, passou a colaborar com uma das principais agremiações literárias da época, a Revista Grêmio Literário, como redator-secretário (1904-1905). Seu pai, Antônio Alexandre, também colaborava com a revista como tesoureiro.
Em 1904 publicou seu primeiro livro, "Estudantinas". Tendo como principais influências B. Lopes e Cruz e Souza, o livro revela uma unidade lírica, mesmo que algumas extravagâncias possam ser encontradas. O livro mereceu aplausos de Petion de Vilar e do Dr. Adriano Xavier Cordeiro, no Anuário de 1906, de Lisboa:
"O Sr. Álvaro Reis faz com que este volume a sua estréia poética. Afirma-se, entretanto, não um principiante, mas um destro manejador da rima e do metro, sem hesitações, com um vocabulário rico, adjetivando com muita propriedade, usando das imagens com generosidade e esplendor, mas ao mesmo tempo com uma sobriedade e um perfeito equilíbrio de espírito superior e de fino trato (…)"
Em 1911, participou da revista "Os Anais" no cargo de Presidente. Em seu livro seguinte, "Pátria"(1914), Álvaro apresenta uma série de sonetos inspirados por um forte sentimento patriótico, falando desde a Invasão Holandesa até a Guerra do Paraguai. Com isso, ele deixou de explorar diversos filões presentes em "Estudantinas", deixando de lado o romantismo e o simbolismo para dedicar-se ao parnasianismo - fato que não foi tão bem aceito pela crítica.
Tendo em Louise, sua esposa nascida na França, sua inspiração, ele lança em 1917 o livro que viria a ser considerado sua maior contribuição literária e que é, até hoje, estudado por aqueles interessados em poesias francesas: MUSA FRANCESA (1917). O livro é uma tradução de 99 poesias francesas e uma versão para o francês de um poema do amigo Petion de Vilar (que prefaciou o livro). Entre os poetas escolhidos, estão Charles Baudelaire (com celebradas traduções dos poemas Uma Carniça, O albatroz e Tonel de Ódio), Victor Hugo, Heredia, Theóphile Gautier, Sully Prudhome, entre outros.
Entusiasmado por uma conferência de Coelho Neto, em 1923, Álvaro escreve e lança no mesmo ano o livro "Beijo das Raças". Nesta obra, o autor conta suas impressões ao visitar Porto Seguro em 1900.

## Editor
Álvaro ainda encontrava tempo para trabalhar na litografia da família, a Lito-Tipografia Reis & C, estabelecida na Rua Manuel Victorino, nº 23 e 25, que funcionava como editora e livraria. Lá foram impressos livros de importantes autores da época, como L'animisme fétichiste des negres de Bahia e o Manual de autópsia médico-legal, de Nina Rodrigues; o Atlas Geográfico, de Teodoro Sampaio; a Nova Seleta Inglesa, de Guilherme Rebelo; Estudos de sociologia e psicologia criminal, de Aurelino Leal; Folhas, de Roberto Correia, além de seus próprios livros e as revistas Nova Cruzada e Grêmio Literário.

## Últimos anos
Álvaro teve diversos problemas de saúde, como polinefrite, e veio a falecer em 6 de julho de 1932, aos 51 anos, deixando esposa - Louise Charlotte Picard Borges dos Reis - e uma filha - Yvonne, com 20 anos na época.
Álvaro Borges dos Reis foi homenageado com o nome em rua da cidade de São Paulo.

## Obras literárias
Livros e publicações de Álvaro Reis:
- Estudantinas (1904)
- Pátria (1914)
- Musa Francesa (1917)
- Lusitânia (1922)
- Beijo das Raças (1923)

Outros textos: - Horas Vagas, Cantos Militares, Estudos e Impressões, Sonho do Canhão, A Virgem, Yvonne, Num Baile
Colaborou com:
- Nova Revista – 1901 – Fundador – Presidente de 1905 a 1912
- Revista Os Anais – 1911 – Presidente
- Revista Nova Cruzada
- Jornal do Povo
- Diário da Bahia
- Revista Grêmio Literário
- Revista Bahia Ilustrada